# Vratimov
Vratimov (deutsch Rattimau) ist eine Stadt in Tschechien. Sie liegt sieben Kilometer südlich des Stadtzentrums am Stadtrand von Ostrava und gehört zum Okres Ostrava-město.

## Geographie
Vratimov befindet sich am rechten Ufer der Ostravice im Ostrauer Becken. Nördlich der Stadt liegt das Areal der Mittal Steel Ostrava a.s. Im Süden der Stadt zeugen zwei Burgställe an der Ostravice von der schlesisch-mährischen Grenze entlang des Flusses.
Nachbarorte sind Bartovice im Nordosten, Horní Datyně und Václavovice im Osten, Řepiště und Paskov im Süden, Hrabová im Westen, sowie Hrabůvka und Kunčice nad Ostravicí im Nordwesten.

## Geschichte
Nach einer Theorie wurde Vratimov in der 2. Hälfte des 13. Jahrhunderts im Zuge der Besiedelung des Teschener Landes durch den aus einer alten Lausitzer Adelsfamilie stammenden Jan von Baruth gegründet. Seit der Erbteilung von 1281 war Vratimov Teil des Herzogtums Teschen und gehörte zur Herrschaft Polnisch Ostrau. Die erste urkundliche Erwähnung als Wrothimow erfolgte um das Jahr 1305 im Liber fundationis episcopatus Vratislaviensis, in dem das Territorium, von dem die Höhe des Zehnts ausgerechnet war, noch nicht festgelegt war, was auf die frühere Phase der Gründung hindeutete. Der Ort befand sich damals an der Grenze Polens bzw. Schlesiens zu Mähren (im Grenzvertrag aus dem Jahr 1297" (...) super metis et terminie apud Ostraviam in minibus buno rum ducatus nostri et episcopatus Olomucensis pro eo, quod fluvius idem qui de beret metas Polonie et Moravie distingire).
Zum Ende des 19. Jahrhunderts setzte die Industrialisierung ein, in den 1880er Jahren wurde eine Zellulosefabrik errichtet.
Am 16. Oktober 1923 ereignete sich zwischen Vratimov und Paskov ein schwerer Eisenbahnunfall durch den Zusammenstoß von zwei Gegenzügen.
1951 entstand unmittelbar nördlich der Stadt in Kunčice nad Ostravicí die Nová huť, die neben Eisenhüttenstadt und Nowa Huta bei Krakau eine der bedeutendsten Eisenhütten im Ostblock war und heute als ArcelorMittal Ostrava a.s. firmiert. Bis zum 1. Jänner 2007 gehörte Vratimov zum Okres Frýdek-Místek.

## Ortsgliederung
Die Stadt Vratimov besteht aus den Ortsteilen Horní Datyně (Ober Dattin) und Vratimov (Rattimau). Horní Datyně ca. 1050 Einwohner und in Vratimov sind es etwa 5700.

## Söhne und Töchter der Stadt
- Wilhelm Schuster (1895–1976), österreichischer Montanhistoriker